# Edy Germán Brambila
Edy Germán Brambila (* 15. Januar 1986 in Tepic, Nayarit) ist ein mexikanischer Fußballspieler auf der Position des Stürmers.

## Leben
Sein erstes Spiel in der mexikanischen Primera División bestritt Brambila am 6. August 2006 bei der 2:3-Heimniederlage des CF Pachuca gegen Cruz Azul. Sein erstes Erstligator gelang ihm am 8. April 2007 im Heimspiel gegen die Tecos de la UAG, als er in der 53. Minute den Endstand zum 3:0 herstellte. Es war zugleich sein erstes Erstligaspiel über die volle Distanz von neunzig Minuten, nachdem er zuvor nur zu vier Kurzeinsätzen gekommen war.
Gleich in seiner ersten Saison 2006/07 bei Pachuca gehörte Brambila zum Kader der erfolgreichen Profimannschaft, die innerhalb von wenigen Monaten die Copa Sudamericana 2006, den CONCACAF Champions’ Cup 2007 und die mexikanische Meisterschaft in der Clausura 2007 gewann, auch wenn er in diesen Turnieren kaum zum Einsatz gekommen war. Danach gewann er – zunächst ebenfalls eher passiv – den CONCACAF Champions’ Cup 2008 und anschließend die CONCACAF Champions League 2009/10. Beim letztgenannten Triumph stand Brambila immerhin in der Startelf des Finalhinspiels beim mexikanischen Ligarivalen Cruz Azul, in dem er in der 60. Minute für Juan Carlos Cacho Platz machen musste.

## Erfolge
- Mexikanischer Meister: Clausura 2007
- CONCACAF Champions’ Cup: 2007, 2008
- CONCACAF Champions League: 2009/10
- Copa Sudamericana: 2006